# Frederic Milton Thrasher
Frederic Milton Thrasher (* 19. Februar 1892 in Shelbyville, Indiana; † 24. März 1962) war ein US-amerikanischer Soziologe und Kriminologe. Seine Studie „The Gang“ gehört zu den Klassikern der Kriminalsoziologie und gilt als wegweisende Vorarbeit für die Subkulturtheorie.

## Werdegang
Als Schüler und Kollege Robert Ezra Parks zählt Thrasher zu den bekannten Mitgliedern der Chicagoer Schule der Soziologie. Er erwarb 1916 den B.A. (Sozialpsychologie) an der DePauw University, dann 1918 den M.A. (Soziologie) an der University of Chicago, wo er 1926 zum Ph.D. promoviert wurde. Von 1930 bis 1959 war er Professor für Soziologie an der New York University. Thrasher arbeitete zu Themen der Jugendkriminalität und der Subkultur.

## Trashers Untersuchungen des jugendlichen Bandenwesens
Zwischen 1919 und 1926 analysierte Trasher 1313 Gemeinschaften männlicher Jugendlicher („Gangs“), die unter den besonderen Bedingungen agierten, wie sie in amerikanischen Großstädten herrschten. Nach seinen Erkenntnissen spielten diese Gruppen eine wesentliche Rolle bei der Rekrutierung und Mobilisierung von Personal für die organisierte Kriminalität. Vorbeugende Kriminalprävention habe somit bereits auf der Ebene jugendlicher Banden zu beginnen.
Laut Trasher sind Gangs „Zwischengruppen“, die Ersatzlösungen für die männlichen Unterschichtsangehörigen der amerikanischen Großstädte bieten und anderweitig nicht erfüllbare Gemeinschaftsbedürfnisse befriedigen. Ihre Bildung ist eine natürliche und spontane Reaktion auf vielfältige Erfahrungen sozialer Missstände in den Slums, wie Desorganisation der Familie, Korruption der Politik, geringe Löhne, schlechte Arbeitsbedingungen, hohe Arbeitslosigkeit und insgesamt unzumutbare Lebensverhältnisse. Häufig kommen die Auseinandersetzung von Immigranten mit einer neuen Kultur sowie die rassistischen Benachteiligungen von Afroamerikanern dazu. Bei den Gangs handelt es sich somit um Gruppen, die auf Basis von Konflikterfahrungen entstehen und ihren Mitgliedern die oft einzige Möglichkeit zum Statuserwerb bietet.
Zwischen den Gangs Jugendlicher und kriminellen Banden zieht Trasher keine eindeutige Trennungslinie. Kriminelle Karrieren nehmen häufig ihren Anfang in den Gruppen der Jugendlichen, wobei sich Straffälligkeit in den Jahren der Untersuchung in den USA ganz überwiegend im organisierten Rahmen manifestiert. Weil aber die Mehrzahl der jugendlichen Gang-Angehörigen sich im Laufe der Zeit aus den Gruppenzusammenhängen löst und sich den gesamtgesellschaftlichen Erwartungen anpasst, nennt Trasher die Gangs „Zwischengruppen“.

### Merkmale von Gangs
In seiner Interpretation der Gang-Analysen Trashers isoliert Siegfried Lamnek folgende Merkmale solcher Gruppierungen:
- Spontane und ungeplante Entstehung.
- Intime persönliche (face-to-face) Kontakte der eigentlichen Gang-Mitglieder.
- Wechselseitige Stimulation und Reaktionen.
- Betonung von Aktivität und Konflikt.
- Entwicklung von gemeinsamen Codes, Normen und Werten.
- Ungeplante Organisation (Rollen und Statussysteme sind nicht formal geregelt).
- Bindung an ein Territorium, das gegen konkurrierende Gangs verteidigt wird.
- Evolutionsprozess von lockerer zu starker Organisierung, der bis zur Entstehung krimineller Vereinigungen führen (aber auch abgebrochen werden) kann.

### Typologie von Gangs
In seiner Studie entwickelte Trasher eine differenzierte Typologie von Gangs, Haupttypen sind laut Lamnek:
- Die diffuse, amorphe Gang bleibt nur kurzzeitig zusammen. Ihre Gruppenstruktur ist locker, die Führerschaft ist in der Gruppe nicht umfassend anerkannt.
- Die gefestigte, konsolidierte Gang ist Resultat längerer Entwicklung oder intensiver bzw. permanenter Konflikte nach außen. Der Gruppenzusammenhang ist stark, innere Reibungen sind gering.
- Der konventionelle Typ geht häufig auf Initiativen Außenstehender zurück (beispielsweise Sozialarbeiter) und hat formale Strukturen (Mitgliedsbeiträge, Wahlen). Bei nachlassender sozialer Kontrolle gibt es destruktive und demoralisierende Tendenzen.
- Der kriminelle Typ entsteht, wenn eine Integration der älter gewordenen Gruppenmitglieder in die etablierte Sozialstruktur misslingt.

## Schriften (Auswahl)
- The Gang. A Study of 1.313 Gangs in Chicago, (Erstausgabe 1927), New Chicago School Press, Chicago 2000. ISBN 0966515552.
- The Boys' Club and Juvenile Delinquency, in: American Journal of Sociology, Jg. 41, 1936.
- Okay for Sound. How the Screen Found its Voice, Duell, Sloan and Pearce, New York 1946.
- The Comics and Delinquency. Cause or Scapegoat, in: Journal of Educational Sociology, Jg. 23, H. 195, 1949.
- Do the Crime Comic Books Promote Juvenile Delinquency? In: The Congressional Digest, Jg. 33, H. 12, Dezember 1954.